# Grandy (Caroline du Nord)
Grandy est une census-designated place située dans le comté de Currituck, dans l’État de Caroline du Nord, aux États-Unis. Lors du recensement de 2020, elle comptait 2 776 habitants.